# Rosana Pastor
Rosana Pastor (Alboraia, Horta Nord, 7 d'agost de 1960) és una actriu i política valenciana, diputada al Congrés dels Diputats en la XI i XII legislatures.

## Biografia
Va estudiar a l'Escola Superior d'Art Dramàtic de València, on va rebre classes d'Antonio Díaz Zamora i de Francisco Romá (Tres en raya). A part de la seua extensa carrera com a actriu de cinema i televisió, també ha exercit com a actriu de teatre en obres com La pell en flames (Barcelona, 2005). Va debutar com a directora de cinema amb la producció de El quinto jinete (2013), pel·lícula homenatge de la figura de l'escriptor valencià Vicent Blasco Ibáñez durant el context de la Primera Guerra Mundial. Forma part de l'Associació de dones cineastes i de mitjans audiovisuals.
A les eleccions generals espanyoles de 2015 va ser diputada a les llistes de la Coalició Compromís-Podem-És el moment. Com a conseqüència d'això, va renunciar a dirigir el seu primer llargmetratge de ficció. Al 2017 va assumir el càrrec de l'Àrea de Cultura del Consell Ciutadà Valencià de Podem. Fou una de les veus protagonistes que al 2018 impulsaren l'Estatut de l'Artista, actuant com a vocal de la Comissió de Cultura i de la corresponent Subcomissió per l'elaboració d'aquest Estatut, aprovat el mateix any al Congrés dels Diputats, actualment en procés de desenvolupament. Finalment, en març de 2019 va abandonar la política, renunciant a la seua candidatura autonòmica a les Corts Valencianes.
En el camp de l'activisme social destaca per la seua implicació en la defensa de drets de diversos col·lectius, com per exemple amb la Plataforma Cultura Contra la Guerra. Membre també de la Plataforma per l'Horta, al 2019 va participar en la defensa de l'Horta d'Alboraia front als projectes d'ampliació de la V-21.

## Filmografia

### Cinema
Llargmetratges
| - Qui t'estima, Babel? (1987) - Un negre amb un saxo (1988) - Monte bajo (1989) - Las edades de Lulú (1990) - El hombre de la nevera (1993) - Una chica entre un millón (1994) - Terra i llibertat (1995) - Sólo se muere dos veces (1997) - En brazos de la mujer madura (1997) - Un gesto más (1997) - No se puede tener todo (1997) - A Further Gesture (1997) - Dos mujeres (1998) - The Commissioner (1998) - L'arbre de les cireres (1998) - Coraje (1998) - Sobreviviré (1999) - Un banco en el parque (1999) - Arde, amor (2000) - Leo (2000) | - Juana la Loca (2001) - El verano de Anna (2001) - Mi casa es tu casa (2002) - El refugio del mal (2002) - O Rapaz do Trapezio Voador (2002) - Max Aub: un escritor en su laberinto (2002) - La mujer del emperador (2003) - El coche de pedales (2004) - Cien maneras de acabar con el amor (2004) - Arran de terra (2005) - Arena en los bolsillos (2006) - La bicicleta (2006) - Imaginario (2008) - Tri price o nespavanju (2008) - La conjura de El Escorial (2008) - Un ajuste de cuentas (2009) - E.S.O. Entitat Sobrenatural Oculta (2009) - Hora Menos (2011) - Un suave olor a canela (2012) - La herida (2013) - El quinto jinete, com a directora (2014) - Ovidi, el making of de la pel·lícula que mai es va fer (2016) |

Curtmetratges
- Pirañas en cabriolé (1992)
- Ábreme la puerta (1995)
- La caída del imperio (2001)
- Avatar (2005)
- Olalla, the Shortfilm (2006)
- Palabras y puños (2008)
- Genio y figura(2010)
- Versus(2011)

### Televisió
- Galeria oberta (1986)
- Brigada central (1989)
- Flash - Der Fotoreporter (1993)
- Farmacia de guardia (1995)
- Dues dones (1998)
- Viento del pueblo: Miguel Hernández (2002)
- El comisario (2004)
- Amar es para siempre (2005-2013)
- Projecte Cassandra (2005)
- Cartas de Sorolla (2006)
- Latidos (2006)
- The Cheetah Girls 2 (2006)
- La princesa del polígono (2007)
- Violetes (2008)
- U.C.O. (2009)
- Mar de plàstic (2011)

### Teatre
- Pessoa en persona (dir. Vicente Genovés)
- La Quinta columna (dir. Ariel García)
- El hombre deshabitado (dir. Emilio Hernández)
- Mujeres al vapor (dir. Consuelo Trujillo) amb la Compañía Pez Luna Teatro.
- Antígona (dir. Eusebio Lázaro)
- Las troyanas (dir. Irene Papas) amb la La Fura dels Baus.
- La pell en flames (dir. Carme Portacelli)
- Passos lleugers (dir. Dacia Maraini) amb la col·laboració d'Amnistia Internacional.
- Confesiones de siete mujeres (dir. Jerónimo Cornelles)
- Tío Vania (dir. S. Sánchez) amb L'Om-Imprebís.

## Premis i nominacions
| Any  | Premi                                    | Categoria                          | Títol                     | Resultat   |
| ---- | ---------------------------------------- | ---------------------------------- | ------------------------- | ---------- |
| 1996 | Premis Goya                              | Goya a la millor actriu revelació  | Terra i llibertat         | Guanyadora |
| 1996 | Premis Turia                             | Millor actriu                      | Terra i llibertat         | Guanyadora |
| 2002 | Premis Goya                              | Millor actriu secundària           | Juana la Loca             | Nominada   |
| 2002 | Premis ACE                               | Millor actriu de repartiment       | Juana la Loca             | Guanyadora |
| 2002 | Premis de la Unió d'Actors               | Millor actriu secundària de cinema | Juana la Loca             | Nominada   |
| 2009 | Premis Goya                              | Millor actriu secundària           | La conjura de El Escorial | Nominada   |
| 2009 | Festival de Cinema Independent d'Ourense |                                    | Tri price o nespavanju    | Guanyadora |